# Hans-Jürgen Dörner
Hans-Jürgen Dörner (25. ledna 1951, Zhořelec – 19. ledna 2022, Drážďany) byl východoněmecký fotbalista a trenér. Hrál za Dynamo Drážďany na postu libera.

## Hráčská kariéra
Hans-Jürgen Dörner hrál na postu libera za Dynamo Drážďany, s nímž se v 70. letech stal 5× mistrem NDR. 3× se stal fotbalistou sezony NDR (1976/77, 1983/84, 1984/85).
Byl dlouholetým reprezentantem. Původně se počítalo rovných 100 zápasů (z toho byl 60× kapitánem) a 9 gólů. V roce 1999 ale FIFA stanovila, že se nemají počítat zápasy související s olympiádou po roce 1984, a tak se dnes počítá 96 zápasů a 8 gólů. V roce 1976 získal zlato na olympiádě. MS 1974 mu kvůli žloutence uniklo.

## Trenérská kariéra
Dörner trénoval nejdříve mládež, poté Werder Brémy, FSV Zwickau, egyptský Al-Ahlí SC a VfB Lipsko.

## Úspěchy

### Reprezentace
Olympijské hry: zlato 1976

### Klub
- 5× Liga NDR: 1970/71, 1972/73, 1975/76, 1976/77, 1977/78
- 5× Pohár NDR: 1970/71, 1976/77, 1981/82, 1983/84, 1984/85

### Individuální
- 3× fotbalistou sezony NDR: 1976/77, 1983/84, 1984/85